# Saskatchewan Highway 155
Highway 155 je provinční silnice v kanadské provincii Saskatchewanu. Vede od odbočky ze silnice Highway 55 poblíž Green Lake až do La Loche, kde se stává silnicí Highway 955. Highway 155 je asi 299 km (186 mil) dlouhá.
Obce přístupné přímo ze silnice Highway 155 jsou Green Lake, Buffalo Narrows, Landing, Bear Creek a La Loche.

Silnice Highway 155 také zajišťuje přístup k mnohým rekreačním destinacím.
Highway 155 je napojena na silnici vyšší třídy Highway 55 a dále silnice Highway 165, Highway 965, Highway 908, Highway 925, Highway 909, Highway 956 a Highway 955.

## Dějiny
„No. 155 Highway začala být budována roku 1947 jako „rozvojová cesta“.“ 

Dosáhla Buffalo Narrows roku 1957, kde byl ale potřeba přívoz k překonání úžiny Kiezie (kanál Kisis).

"Nová silnice těsně následuje starou cestu pro vozy vysekanou o sto let dříve pro Společnost Hudsonova zálivu." (Star-Phoenix-29.8.1963)
K oficiálnímu otevření silnice Highway 155 z Green Lake do Buffalo Narrows došlo v srpnu 1963 v Green Lake. Stará cesta do La Loche byla přebudována brzy nato a stala se součástí silnice Highway 155.